# Аладжем, Морис
Морис Жак Аладжем (болг. Морис Жак Аладжем; 18 августа 1932 года, София, Царство Болгария — 21 ноября 2004 года, София, Болгария) — болгарский музыкант и композитор французского происхождения.

## Биография
Родился 18 августа 1932 года в Софии. Окончил Институт современного искусства (София) в 1956 году.
Был художественным руководителем оркестра, играл на скрипке и саксофоне. Работал с такими известными исполнителями поп-музыки и джаза, такими как Леа Иванова, Сашо Сладура и Димитр Ганев, а также с биг-бэндом Болгарского национального радио.
Его песни исполняли многие известные болгарские исполнители, такие как Паша Христова, Лили Иванова, Мустафа Чаушев, Панайот Панайотов, Йорданка Христова, группа «Ритон», Васил Найденов, Тодор Колев, Георги Христов, Бисер Киров, Маргарита Горанова и многие другие. В 1962 году вместе с Тончо Русевым основал оркестр «Балкантон».
Лауреат престижных наград в Болгарии и за рубежом, таких как «Золотой Орфей» и «Мелодия Года».
Умер 24 ноября 2004 года.